# Pyrrhidivalva
Pyrrhidivalva là một chi bướm đêm thuộc họ Noctuidae.

## Loài
- Pyrrhidivalva sordida Butler